# Liste der Äbtissinnen von Gernrode

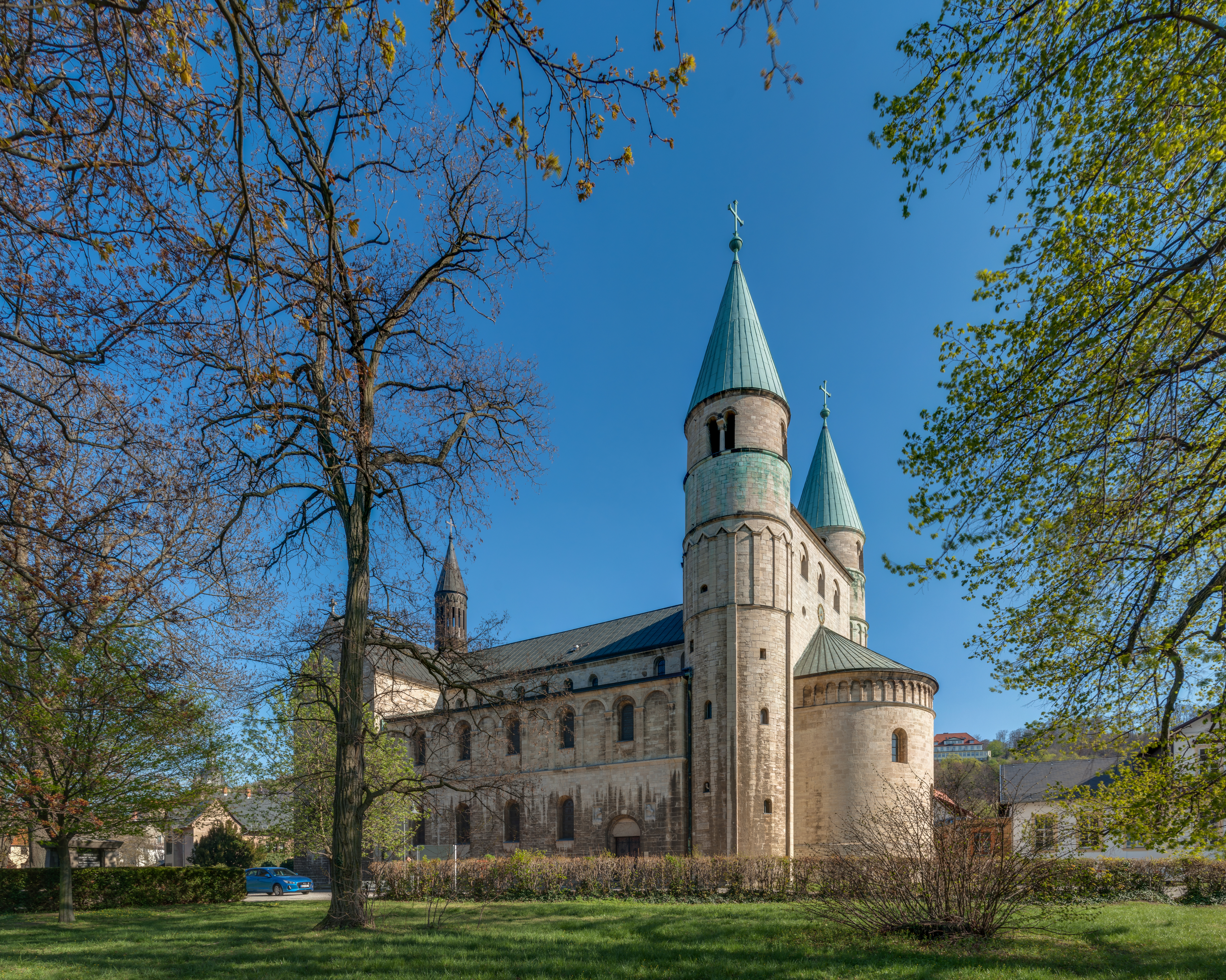
Westwerk mit Westapsis der Stiftskirche St. Cyriakus

Die Äbtissinnen von Gernrode regierten das Frauenstift Gernrode von 959 bis zu seiner Säkularisation im Jahre 1614. Das Stift wurde 959 vom Markgrafen Gero in seiner Burg Geronisroth gegründet. Er setzte seine Schwiegertochter Hathui als Äbtissin ein. Die Stiftung wurde am 17. Juli 961 von König Otto I. bestätigt. Seine Nachfolger erteilten dem Kapitel in Urkunden die Freiheit, eine Äbtissin zu wählen und einen Schutzvogt nach dem Bedürfnis des Stifts anzunehmen. Gernrode lag ursprünglich im Sprengel des Bistums Halberstadt. Seit der ottonischen Zeit genoss es Immunität und stand unter königlichem und päpstlichem Schutz. Die Exemtion wurde bis 1381 durchgesetzt. Das Stift entwickelte sich zu einem wichtigen ottonischen und salischen Zentrum und war den Reichsabteien gleichgestellt.
Wie die Äbtissinnen von Quedlinburg, Essen, Gandersheim, Herford oder von Vreden hatten die Gernroder Äbtissinnen als Reichsfürstinnen des Heiligen Römischen Reiches einen eigenen Sitz auf den Reichstagen.
Von den Äbtissinnen, deren Namen und Herkunft überliefert sind, stammten viele aus der obersten Schicht des deutschen Adels (Billunger, Liudolfinger, Fürsten von Anhalt). Die übrigen kamen aus gräflichen oder edelfreien Familien, eine ministerialische Herkunft kann hingegen bei keiner Äbtissin sicher nachgewiesen werden. Bei den Wahlen zur Äbtissin war eine fürstliche, gräfliche oder edelfreie Abstammung als gleichberechtigt anerkannt. Das soziale Ansehen einer Familie hat bei einer Wahl mit Sicherheit eine Rolle gespielt, doch gibt es neben Äbtissinnen aus fürstlichen oder gräflichen Geschlechtern auch solche aus sehr unbedeutenden sächsischen Adelsfamilien wie von Ummendorf und Hessen. Der geographische Raum, aus dem sich die Gernroder Kanonissen zusammenfanden, reichte von Plettenberg im Westen bis nach Kittlitz in der Lausitz im Osten.
Die Äbtissinnen von Gernrode haben in den 655 Jahren bis zur Auflösung des Stiftes 1614 mehrere große Bewährungsproben zu bestehen gehabt. Die größte war aber der Rückgang der Bedeutung des Stiftes in den Jahrhunderten nach seiner Gründung. Dies lag darin begründet, dass sich mit der Reichunmmittelbarkeit des Stiftes in der Frühzeit unter anderem eine Herbergspflicht gegenüber dem Kaiser und seinem Hof verband. Für die Zeit der Liudolfinger und Salier kann angesichts ihrer Besuche, häufig in Quedlinburg, aber auch in Gernrode, eher von einer Bindung des Stiftes an die Person des Kaisers als an den Begriff des Reiches gesprochen werden. So weilte Kaiser Heinrich V. zu Besuch in Gernrode, und im November des Jahres 1188 hielt Friedrich I. Barbarossa in Gernrode einen Hoftag ab. Mit dem Aufstieg der Staufer und dem zu Ende gehenden Zeitalter des Reisekaisertums verlagerte sich der Schwerpunkt des Reiches in den Südwesten. Damit erlosch auch die Bedeutung der mitteldeutschen Residenzen. Nach dem Besuch von Friedrich I. Barbarossa ist kein kaiserlicher Besuch mehr belegt. Eine Bestätigung der Privilegien des Stiftes fand erst 1357 durch Kaiser Karl IV. erneut statt.
Erst in der Spätzeit unter den Äbtissinnen Scholastica von Anhalt und Elisabeth von Weida gelangte das Stift zu neuer Bedeutung. Unter Scholasticas langer Herrschaft gelangte das Stift Gernrode zu neuer geistiger Blüte. Elisabeth von Weida führte im Jahr 1521 die Reformation im Stift ein. Während der Bauernkriege schaffte sie es 1525 das Stift vor der Zerstörung zu bewahren. Elisabeths Nachfolgerinnen setzten das Reformationswerk fort. Dies hatte zur Folge, dass die Vögte des Stiftes, die Fürsten von Anhalt, die Existenz des Stiftes, das nach katholischen Grundsätzen gegründet worden war, in Frage stellten. Sie erreichten eine Säkularisation und Mediatisierung des Stiftes, indem sie dem Konvent so viele anhaltische Prinzessinnen wie möglich zuführten. Dadurch waren nach dem Tode der Äbtissin Elisabeth II. von Gleichen nur noch Angehörige des Hauses Anhalt für den Stuhl der Äbtissin vorhanden. Elisabeth III. von Anhalt eröffnete die Reihe der Prinzessinnen, die schon als Kinder zur Äbtissin von Gernrode gemacht wurden und dort bis zur Verheiratung blieben. Nach dem Ausscheiden der Äbtissin Sophia Elisabeth von Anhalt sahen die Fürsten von der Einsetzung einer Äbtissin ab und vollzogen die Eingliederung des Stiftes in ihr Fürstentum.
Insgesamt wird die Äbtissinnenliste mit 36 Äbtissinnen durchgezählt. Die Regierungszeiten für einige Äbtissinnen können auf Grund mangelnder urkundlicher Überlieferung nicht genau festgelegt werden. Über den Zeitraum von 1152 bis 1205 liegen keine Informationen über die Besetzung des Äbtissinnenstuhls vor. Eine bei Popperod in den Annales Gernrodensis genannte Äbtissin Hildeburg sowie ihre Nachfolgerin, eine Herrin von Wunstorf, können ausgeschlossen werden, da laut einem päpstlichen Schreiben vom 3. August 1334 die Äbtissin Gertrud III. von Everstein direkt auf Jutta von Oesede folgte. In dem Buch Geschichte der Abtei und Beschreibung der Stiftskirche zu Gernrode von Otto von Heinemann wurden diese beiden Personen zur Äbtissin Hildeburg von Wunstorf zusammengezogen.

## Äbtissinnen des Stiftes Gernrode (959–1614)
| Nr. | Name (Lebensdaten)                                                                     | Abbatiat       | Anmerkungen | Herkunft        | Darstellung |
| --- | -------------------------------------------------------------------------------------- | -------------- | --- | --------------- | ----------- |
| 1.  | Hathui (Hedwig) * um 939 † 4. Juli 1014 in Gernrode                                    | 0959–1014      | Hathuis Eltern waren Graf Wichmann I. und Bia, eine Schwester von Königin Mathilde. Sie nahm unmittelbar nach dem Tode ihres Mannes, Geros Sohn Siegfried, im Jahr 959 den Schleier. Sie wurde von Otto I. als Äbtissin eingesetzt. Papst Johannes XII. bestätigte die Einsetzung und stellte das Stift unter päpstlichen Schutz. Hathui wurde im Jahr 962 vom Halberstädter Bischof Bernhard von Hadmersleben geweiht. Sie leitete das Stift 55 Jahre. Hathui hatte auch das Äbtissinnenamt im Stift Vreden inne. | Billunger       |             |
| 2.  | Adelheid I. * 977 † 14. Januar 1044 in Quedlinburg                                     | 1014–1044      | Adelheids Eltern waren Kaiser Otto II. und Theophanu. Adelheid wurde in Quedlinburg nach dem Tod ihrer Tante Mathilde am 7. Februar 999 zu ihrer Nachfolgerin gewählt. Ihre Weihe zur Äbtissin erfolgte am Michaelistag desselben Jahres durch Bischof Arnulf in Gegenwart anderer Bischöfe und vieler weltlicher Großer. Nach dem Tode von Hathui versagte Heinrich II. dem Stift eine eigene Äbtissin und übergab Adelheid am 1. November 1014 die Leitung über die Stifte in Gernrode und Vreden.               | Liudolfinger    |             |
| 3.  | Hazecha von Ballenstedt † 1063                                                         | 1044–1063      | Hazecha war die Tochter von Graf Adalbert I. von Ballenstedt und Hidda von der sächsischen Ostmark. Sie hatte noch vier Geschwister, unter anderen Uta von Ballenstedt. Diese war mit Ekkehard II. von Meißen verheiratet. Da die Ehe kinderlos war, erhielt das Stift vor seinem Tod eine beträchtliche Schenkung von ihm. Nach Popperod, soll Hazecha das Amt der Äbtissin 19 Jahre innegehabt haben. Sie wird aber nur in Urkunden vom 22. Februar 1044 und vom 19. Februar 1046 erwähnt.                       | Askanier        |             |
| 4.  | Hedwig II. von Stade † 1118                                                            | 1063–1118      | Hedwig, die möglicherweise eine Tochter eines Grafen Heinrich von Stade war, wird erstmals in einem Privileg Papst Leos IX. erwähnt. Sie nahm 1064 eine Schenkung von Kaiser Heinrich IV. entgegen. | Stade           |             |
| 5.  | Hedwig III. von Seeburg † 1152                                                         | 1118–1152      | Hedwigs Eltern waren Graf Wichmann von Seeburg und Bertha aus dem Hause Camburg-Wettin. Sie wurde am 30. März 1118 durch Papst Calixt II. im Amt bestätigt. Hedwig schenkte dem Stift umfangreichen Besitz und stiftete ein Hospital mit Kapelle. In ihre Herrschaft fällt eventuell auch der Einbau des Heiligen Grabes in die Stiftskirche. | Seeburg         |             |
| 6.  | unbekannt                                                                              | 1152–1205      | Nach dem Tod von Hedwig III. scheint das Stift in Schwierigkeiten geraten zu sein, denn im Jahr 1156 ordnete Papst Hadrian IV. eine Visitation des Stiftes an. Die Äbtissin sollte, wenn sie Widerstand leistet, abgesetzt werden. Das Ergebnis der Visitation ist unbekannt. Für den Zeitraum zwischen 1152 und 1205 gibt es keine urkundlichen Nachrichten über die Besetzung des Amtes der Äbtissin. | unbekannt       |             |
| 7.  | Rikinza † 1206                                                                         | 1205–1206      | Rikinza oder Richenza stammte aus unbekannter Familie. Sie ist die erste Äbtissin seit dem Tod von Hedwig III., die wieder urkundlich überliefert ist. Rikinza wird erstmals in einer Urkunde aus dem Jahr 1205 erwähnt. | unbekannt       |             |
| 8.  | Adelheid II. von Büren † 3. November 1220 in Gernrode                                  | 1206–1220      | Adelheid stammte aus der Familie von Büren, einem edelfreien Geschlecht, das die Herrschaften Büren (südwestlich von Paderborn), Wünnenberg und Wewelsburg besaß. | Büren           |             |
| 9.  | Sophia von Sachsen † 16. Juli 1244 in Gernrode                                         | 1220–1244      | Sophia war eine Tochter von Herzog Bernhard von Sachsen und Jutta von Polen, Tochter des Herzogs Mieszko III. von Gnesen. Sie erwarb vom Kirchenschatz umfangreiche Güter in Rieder. | Askanier        |             |
| 10. | Irmingard I. † 1248                                                                    | 1244–1248      | Herkunft und Stand von Irmingard sind unbekannt, sie tritt nur in zwei Urkunden des Jahres 1245 auf. | unbekannt       |             |
| 11. | Oda von Meinersen † 1260                                                               | 1248–1260 (?)  | Oda stammte aus dem Geschlecht der Edlen von Meinersen, ihr Bruder Burchard war der Vitztum des Bistums Halberstadt. Sie wird nur in zwei Urkunden in den Jahren 1248 und 1249 erwähnt. | Meinersen       |             |
| 12. | Gertrud I. von Anhalt † 1275 (?)                                                       | 1260–1275 (?)  | Gertrud lebte schon seit 1249 als Stiftsdame in Gernrode. Sie war die Tochter des Fürsten und Herzogs Heinrich I. von Anhalt und der Irmingard, einer Tochter des Landgrafen Hermann I. von Thüringen. Sie wird als Äbtissin nur in den Jahren 1260–1265 erwähnt, scheint aber erst 1275 gestorben zu sein. | Askanier        |             |
| 13. | Mechtild von Braunschweig-Lüneburg † 1297                                              | 1275 (?)–1297  | Mechtild war die Tochter von Herzog Otto von Braunschweig-Lüneburg und Mathilde von Brandenburg. Sie war mit Fürst Heinrich II. von Anhalt bis zu dessen Tode 1266 verheiratet, danach führte sie die Regentschaft für ihre unmündigen Söhne. In das Stift trat sie wahrscheinlich erst ein, als die Würde der Äbtissin zu vergeben war. | Welfen          |             |
| 14. | Irmingard II. von Ummendorf † 1307                                                     | 1298–1307      | Irmingard war edelfreier Abstammung, der Stammsitz ihres Geschlechtes war der Ort Ummendorf im Nordthüringgau. Um die Schulden des Stiftes abtragen zu können, erwirkte sie beim Konvent die Erlaubnis, einen Teil der Allodialgüter zu Lehen ausgeben zu können. | Ummendorf       |             |
| 15. | Hedwig IV. † 1316                                                                      | 1307–1316      | Bei Hedwig ist unbekannt, von welchem Geschlecht oder Stand sie war. Sie tritt nur in einer Urkunde des Jahres 1311 auf. Sie dürfte bis 1316 regiert haben, denn ihre Nachfolgerin erhielt ihre päpstliche Bestätigung am 21. Januar 1317. | unbekannt       |             |
| 16. | Gertrud II. von Boventhen † 8. Juli 1324                                               | 1317–1324      | Gertrud erscheint bereits 1299 als Kanonisse, sie war edelfreien Standes, der Stammsitz der Familie war Bovenden bei Göttingen. Während ihrer Herrschaft wurde im Jahr 1323 eine kleine Burganlage im Stiftsbezirk durch die anhaltischen Fürsten auf Kosten des Stiftes befestigt. Bei den Bauarbeiten wurden das Archiv, sowie große Teile des Kirchenschatzes und etliche der Reliquien gestohlen. | Boventhen       |             |
| 17. | Jutta von Oesede † 1334                                                                | 1324–1334      | Jutta stammte aus der Familie der Edlen von Oesede, sie erhielt ihre Bestätigung im Amt am 28. Januar 1325 durch Papst Johannes XXII. Im Jahr 1330 stiftete sie eine Kalandsbruderschaft. | Oesede          |             |
| 18. | Gertrud III. von Everstein † 9. März 1344 in Gernrode                                  | 1334–1344      | Gertrud, die seit 1302 Pröpstin von Gernrode war, kam aus der Familie der Grafen von Everstein, die ihren Stammsitz auf der Eversteiner Burg in Polle bei Holzminden an der Weser hatten. Die Bestätigung der Wahl der Äbtissin durch Papst Johannes XXII. erfolgte am 3. August 1334. | Everstein       |             |
| 19. | Gertrud IV. von Hessen † 1348                                                          | 1344–1348      | Gertrud war vor ihrer Wahl die Pröpstin von Gernrode. Sie stammte aus dem edelfreien Geschlecht der Herren von Hessen (Hessenem). Diese erscheinen im Bistum Halberstadt zunächst als Ministeriale, später als Edelfreie, sie waren in Hessen begütert. | Hessen          |             |
| 20. | Adelheid III. von Anhalt † 2. Februar 1374                                             | 1348–1374      | Adelheids Eltern waren Fürst Heinrich IV. von Anhalt-Bernburg und Sophie von Stolberg. Sie war vor ihrer Wahl die Pröpstin des Stifts. Ihr gelang es die Abtei wirtschaftlich zu sanieren. Bei Papst Innozenz VI. erlangte sie neue Schutzbriefe, bei Kaiser Karl IV. die Bestätigung der alten Freiheiten. | Anhalt-Bernburg |             |
| 21. | Adelheid IV. von Walde † 1400 in Gernrode                                              | 1374–1400      | Die Herkunft von Adelheid ist nicht zu ermitteln, sie war wahrscheinlich aber edelfrei. Sie führte einen langwierigen Prozess mit dem Erzstift Magdeburg um die durch das Aussterben der Edlen von Hadmersleben wieder an das Stift zurückgefallenen Lehen. Der Prozess endete 1389 mit einem Vergleich. | unbekannt       |             |
| 22. | Bertradis von Snaudit † 14. Juni 1425 in Gernrode                                      | 1400–1425      | Bertradis von Snaudit (Schneuditz) hatte vor ihrer Wahl seit 1366 das Amt der Pröpstin inne. Sie dürfte edelfreien Standes gewesen sein. Wahrscheinlich gehörte sie zum Geschlecht der Herren von Schneuditz, mit dem Stammsitz Schloss Schnaditz bei Bad Düben. | Snaudit         |             |
| 23. | Agnes von Landsberg † 1445/1451 in Gernrode                                            | 1425–1445/1451 | Agnes stammte aus dem Geschlecht der Schenken von Landsberg und Herren von Sydow und Teupitz. Vor ihrer Wahl war sie 26 Jahre die Pröpstin des Stiftes. Ihre Regierung erwies sich für das Stift als sehr verhängnisvoll, da sie fast ihre gesamte Regierungszeit über mit dem Kapitel in Streit lag. Zudem verschleuderte sie die Güter des Stiftes. Nach ihrem Tod wurde sie zwar in die Kirche gebracht, aber wegen ihrer schlechten Amtsführung außerhalb der Kirche im Kreuzgang bestattet.                   | Landsberg       |             |
| 24. | Mechthild II. von Anhalt * 1392 † 1463 in Gernrode                                     | 1445/1451–1463 | Mechthild war die Tochter von Fürst Sigismund I. (Anhalt) und Brigitte von Querfurt. Der Beginn ihrer Amtszeit lässt sich nicht genau festlegen, da die letzte bekannte Urkunde ihrer Vorgängerin auf den 27. Februar 1445 datiert, die erste Urkunde von Mechthild II. aber erst auf den 4. April 1451. | Anhalt-Zerbst   |             |
| 25. | Margarethe von Merwitz † 1469 in Gernrode                                              | 1463–1469      | Margarethe tritt erstmals bei der Wahl der Äbtissin Agnes Schenk von Landsberg im Jahr 1425 urkundlich in Erscheinung. Eines der Zugeständnisse, die Agnes für ihre Wahl dem Kapitel machen musste, war die Erhebung von Margarethe zur Pröbstin von Frose. | Merwitz         |             |
| 26. | Scholastica von Anhalt * 1451 † 31. August 1504 in Gernrode                            | 1469–1504      | Scholastica war das zwölfte Kind von Fürst Georg I. von Anhalt-Zerbst (1390–1474) aus dessen dritter Ehe mit Sophia von Hohnstein. Die bei Kaiser Friedrich III. am 19. August 1488 erreichte Bestätigung der Freiheiten und der Immunität des Stiftes nahm Scholastica zum Anlass, ein Jubeljahr abzuhalten. Sie begann einen Rechtsstreit um einen großen, sehr fischreichen See gegen den Bischof von Halberstadt und die Stadt Aschersleben, der 25 Jahre dauerte und das Stift wirtschaftlich ruinierte.      | Anhalt-Zerbst   |             |
| 27. | Elisabeth von Weida * 1460/61 † 11. April 1532 in Gernrode                             | 1504–1532      | Elisabeth war das vierte von fünf Kindern aus der Ehe Heinrichs XXI., Vogt von Weida, mit Agnes Schenkin von Landsberg. Unter ihrer Herrschaft wurde im Stift im Jahr 1521 die Reformation eingeführt. Dank ihres Verhandlungsgeschickes während der Bauernkriege wurde das Stift im Jahr 1525 von Zerstörungen verschont. Sie schaffte es, die bei ihrem Amtsantritt desolaten Finanzen des Stiftes zu sanieren.                                                                                                  | Weida           |             |
| 28. | Anna I. von Plauen * 1506 † 18. März 1548 in Gernrode                                  | 1532–1548      | Anna war die Tochter von Heinrich III. von Plauen (Burggraf von Meißen) († 1519) aus dessen zweiter Ehe mit Barbara von Anhalt-Köthen (1487–1533). Die Äbtissin verlieh dem Ort Gernrode im Jahr 1539 das Recht, ein Siegel und ein Wappen zu führen. Dies wird als Termin für die Verleihung der Stadtrechte angesehen. Im Jahre 1533 wurde in Gernrode das erste Schulgebäude auf Geheiß der Äbtissin erbaut und aus Mitteln der Abtei unterhalten.                                                              | Plauen          |             |
| 29. | Anna II. von Kittlitz * 1488 † 20. Juni 1558 in Gernrode                               | 1548–1558      | Anna wurde als kleines Mädchen von einer Verwandten, der Pröpstin Ursula von Kittlitz, in das Stift geholt. Als Sechzehnjährige wurde sie Dechantin, im Jahr 1528 dann Pröpstin. Sie wurde mit sechzig zur Äbtissin gewählt. | Kittlitz        |             |
| 30. | Elisabeth II. von Gleichen † 19. Dezember 1564 in Gernrode                             | 1558–1564      | Elisabeth II. bekleidete zunächst das Amt der Dechantin. Vor ihrer Wahl war sie von 1548 bis 1558 die Pröpstin im Stift. Sie ist die letzte Äbtissin von Gernrode, die nicht aus dem anhaltischen Fürstenhause stammte. | Gleichen        |             |
| 31. | Elisabeth III. von Anhalt * 15. Oktober 1545 in Dessau † 26. September 1574 in Barby   | 1565–1570      | Elisabeth war eine Tochter des Fürsten Johann IV. von Anhalt (1504–1551) und dessen Gemahlin Prinzessin Margareta von Brandenburg (1511–1577), Tochter des Kurfürsten Joachim I. von Brandenburg (1484–1535). Ihre Versuche das verschuldete Stift zu sanieren waren wenig erfolgreich, daher schied sie 1570 wieder aus dem Amt und vermählte sich 1570 mit Graf Wolfgang II. von Barby und Mühlingen (1531–1615).                                                                                                | Anhalt-Zerbst   |             |
| 32. | Anna Maria von Anhalt * 13. Juni 1561 in Zerbst/Anhalt † 14. November 1605 in Brieg    | 1570–1577      | Anna Maria war die älteste Tochter von Fürst Joachim Ernst von Anhalt (1536–1586) aus dessen erster Ehe mit Agnes von Barby (1540–1569). Im Alter von nur neun Jahren folgte sie 1570 ihrer Tante väterlicherseits Elisabeth III. von Anhalt ins Amt der Äbtissin von Gernrode. Auf Grund ihrer Heirat mit dem Brieger Herzog Joachim Friedrich verließ sie das Stift 1577. | Anhalt          |             |
| 33. | Sibylla von Anhalt * 28. September 1564 in Bernburg † 26. November 1614 in Leonberg    | 1577–1581      | Sibylla stammte aus der ersten Ehe von Fürst Joachim Ernst von Anhalt (1536–1586) mit Agnes von Barby (1540–1569). Sie wurde im Amt durch Kaiser Rudolf II bestätigt. Sie schied im Jahr 1581 für die Heirat mit Herzog Friedrich I. von Württemberg aus dem Stift aus. | Anhalt          |             |
| 34. | Agnes Hedwig von Anhalt * 12. März 1573 in Dessau † 3. November 1616 in Sonderburg     | 1581–1586      | Agnes Hedwig stammte aus der zweiten Ehe des Fürsten Joachim Ernst von Anhalt (1536–1586) mit der Herzogin Eleonore von Württemberg (1552–1618). Sie verließ das Stift 1586 für ihre Vermählung mit Kurfürst August von Sachsen. | Anhalt          |             |
| 35. | Dorothea Maria von Anhalt * 2. Juli 1574 in Dessau † 18. Juli 1617 in Weimar           | 1586–1593      | Dorothea Maria stammte ebenfalls aus der zweiten Ehe des Fürsten Joachim Ernst von Anhalt (1536–1586) mit der Herzogin Eleonore von Württemberg (1552–1618). Für ihre Heirat mit Johann von Sachsen-Weimar verließ sie 1593 das Stift. | Anhalt          |             |
| 36. | Sophia Elisabeth von Anhalt * 10. Februar 1589 in Dessau † 9. Februar 1622 in Liegnitz | 1593–1614      | Sophia Elisabeth war eine Tochter des Fürsten Johann Georg I. von Anhalt-Dessau (1567–1618) aus dessen erster Ehe mit Dorothea von Mansfeld-Arnstein (1561–1594). Sophia Elisabeth war die letzte Äbtissin, sie trat im Jahr 1614 aus dem Stift aus, um Herzog Georg Rudolf von Liegnitz zu heiraten. | Anhalt-Dessau   |             |

Nach dem Ausscheiden der letzten Äbtissin Sophia Elisabeth im Jahr 1614 sahen die anhaltischen Fürsten von der Einsetzung einer Äbtissin ab und vollzogen die faktische Eingliederung des Stiftes in ihr Fürstentum.